# Аннєнков Борис Володимирович
Борис Володимирович Анненков (рос. Борис Владимирович Анненков) — отаман Сибірського козацтва, генерал-майор і командувач Армії Семиріччя. Через численні військові злочини, вчинені його військами (проти червоних, цивільних і навіть інших білих військ, які не підпорядковувалися йому), він залишається найбільш суперечливою особистістю в Білому русі, і його зневажали навіть його колеги-білі генерали.

## Біографія
Онук декабриста Івана Олександровича Анненкова, Борис Володимирович народився в родині Володимира Івановича Анненкова, полковника у відставці, і належав до дворянства Волині.
Пройшовши навчання в Одеському кадетському училищі та Олександрівському військовому училищі в Москві, Борис Анненков почав службу в 1-му Сибірському козацькому полку, а потім перейшов до 4-го Сибірського козацького полку в Кокшетау. У 1914 році в полку спалахнув заколот і повстанці призначили Анненкова тимчасовим командиром. Засуджений до 1 року і 4 місяців ув'язнення, покарання не відбув, а був відправлений на фронт проти німців.
За свою бойову доблесть у 1915—1917 роках він отримав Георгіївську шаблю, а також орден Почесного легіону з рук генерала Поля По.
Після революцій 1917 року Анненкова у грудні разом з його людьми відправили назад до Омська, щоб розпустити контрреволюційний загін. Він відмовився дозволити роззброїти свою частину, і розпочав боротьбу з більшовиками.
У березні 1918 року обраний отаманом Сибірського козацтва на козацьких зборах, законність яких не була визнана багатьма козаками. Воював з червоними військами на південному Уралі та в Середній Азії, а в серпні 1919 року став командувачем незалежної армії Семиріччя. Взимку 1919—1920 офіційно приєднався до військ генерала Дутова; проте майже відразу між ним і Дутовим виник конфлікт через звірства, скоєні військами Анненкова, і Дутов відмовився його підтримати.
Навесні 1920 року Анненков був змушений відступити до китайського кордону. 28 квітня він перетнув кордон з рештою своїх людей і оселився в Урумчі. Китайська влада заарештувала його в березні 1921 року, і завдяки зусиллям генерала М. О. Денісова та підтримці британських та японських представників він був звільнений лише через три роки.
7 квітня 1927 року Анненков був схоплений Фен Юсяном і переданий чекістам, які діяли в регіоні. Висланий до Радянського Союзу. 25 квітня він був розстріляний у Семипалатинську разом з Денісовим.
У 1990-х роках справу Аннєнкова та Денісова переглянула Генеральна прокуратура Росії, і обом було відмовлено в реабілітації.

## Культура та ЗМІ

### Кіно та ТБ
- 1933 рік : Annenkovchtchina (Анненковщина), фільм Миколи Береснєва; роль Анненкова виконав Борис Ліванов